# 山坡站
山坡站是一个京广铁路上的铁路车站，位于湖北省武汉市江夏区山坡街道，建于1917年，目前为四等站，邮政编码为430216。目前客运：办理旅客乘降；行李、包裹托运；货运：办理整车货物发到。